# Aplidium longum
Aplidium longum är en sjöpungsart som beskrevs av Monniot 1970. Aplidium longum ingår i släktet Aplidium och familjen klumpsjöpungar. Inga underarter finns listade i Catalogue of Life.